# 第36师团 (日本陆军)
第36师团（だいさんじゅうろくしだん）是日本帝國陸軍师团之一。

## 沿革
七七事变爆发后，由于从华北、华中到华南地区的战線持续扩大，战争陷入泥沼化中，为了替换下在中国第一线作战的甲种野战师团，以维持占领地的治安和警备为目的，而于1939年（昭和14年）2月7日新设立的师团（中国治安师团）之一。同样的目的，在同一时间新设立有第32师团、第33师团、第34师团、第35师团、第37师团。同年6月30日新设立第38师团、第39师团、第40师团、第41师团。
編成後被编入华北方面军第1軍（指挥官为梅津美治郎中将）隷下，驻扎在华北地区，替换下第108师团负责山西省附近的治安和警备。和其他治安师团一样也在1939年夏之后参加了各种治安作战。
1943年（昭和18年）初，编入関東軍所属，预订驻扎在满洲地区防备对苏联军队作战。然而随着太平洋战局的恶化，被匆忙投入南方战線。10月接到命令离开山西向南方移動，同年11月5日改編为海洋編制师团，移师新幾內亞并編入第2軍。从上海出发经荷属东印度的哈马黑拉岛，最后在新几内亚西部的萨尔米岛地区登陆。司令部设置于萨尔米，在当地负责整備防御盟軍登陆的防御体制。此后，以在比约克岛登陆的步兵第222联队为主力组成比约克支隊（支隊長：葛目直幸大佐），负责比约克島的防卫任务。
1944年（昭和19年）4月22日美军開始在艾塔佩登陆，5月17日于萨尔米地区东部的托姆登陆，5月27日于比约克島登陆，起初比约克支隊曾成功迫使美軍撤退，在持续抗击月40天之后葛目联队長切腹自尽，比约克支隊遭到全灭。师团主力与在萨尔米登陆的美军交战对峙。自6月以後师团放弃攻撃，美军也不再发动大规模攻势，就此进入持久战状态。在那之后，部队官兵进行了一些零星的战斗，同时在与饥饿的搏斗中迎来终战。

## 师团概要

### 歴代师团長
- 舞伝男 中将：1939年3月9日 -
- 井関仭 中将：1940年8月1日 -
- 岡本保之 中将：1943年2月28日 -
- 田上八郎 中将：1943年10月1日 -

### 最終所属部隊
- 步兵第222联队（弘前）：葛目直幸大佐（战死于比约克岛）
- 步兵第223联队（秋田）：吉野直靖大佐
- 步兵第224联队（秋田）：松山宗右衛門大佐
- 第36师团坦克隊：藤村忠之少佐
- 第36师团輜重隊：
- 第36师团通信隊：間瀬三郎少佐
- 第36师团兵器勤務隊：小枝八五郎少佐
- 第36师团野战医院：細矢利次軍医大佐
- 第36师团防疫給水部：齐藤恒友軍医少佐